# Subaru

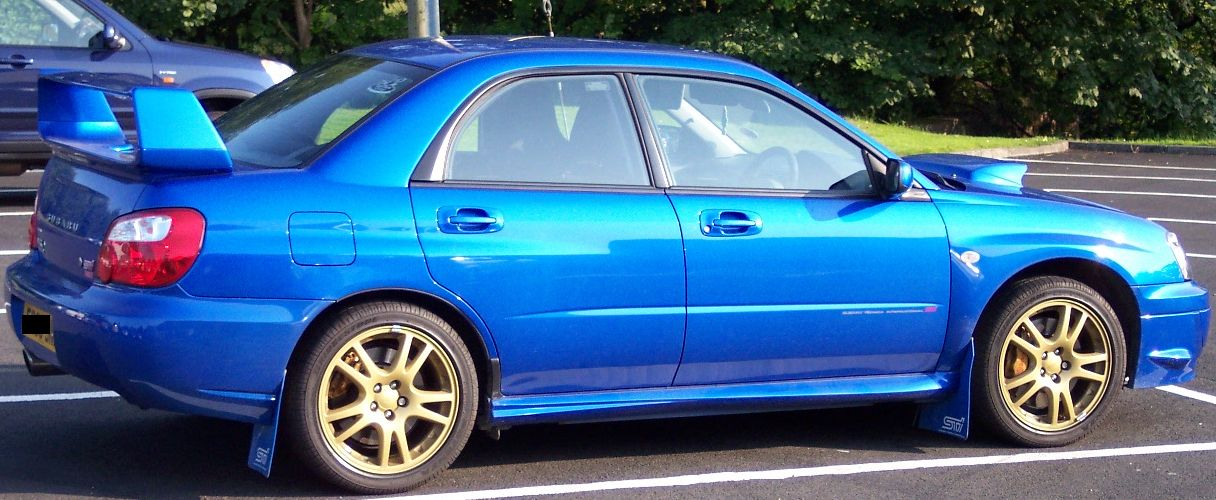
Subaru Impreza WRX sti

Subaru és un fabricant japonès d'automòbils. És la divisió de vehicles del conglomerat de transports japonès Subaru Corporation (anteriorment coneguda com a Fuji Heavy Industries, FHI). La paraula japonesa "Subaru" significa: conglomerat estel·lar de les Plèiades, el qual es mostra en el logotip de l'empresa.
Subaru va fabricar 601.505 vehícles durant el 2004, mentre el 2003 en va produir 544.868. Amb aquesta producció d'automòbils, Subaru està situat a la posició número 19 del ranking mundial de productors de vehicles d'automoció. Subaru es va fundar l'any 1953 i l'any 1966 va llançar el model 1000, el primer automòbil de tracció davantera fabricat massivament al Japó. Una altra fita va ser la furgoneta SW 4WD de l'any 1972, el primer vehicle d'aquestes característiques amb tracció a les quatre rodes.
Subaru destaca al Campionat Mundial de Ral·lis, amb una versió homologada del Subaru Impreza i també en diverses competicions de drift. El Subaru Impreza s'ha convertit en un dels cotxes preferits dels aficionats del tuning.

## Models Actuals

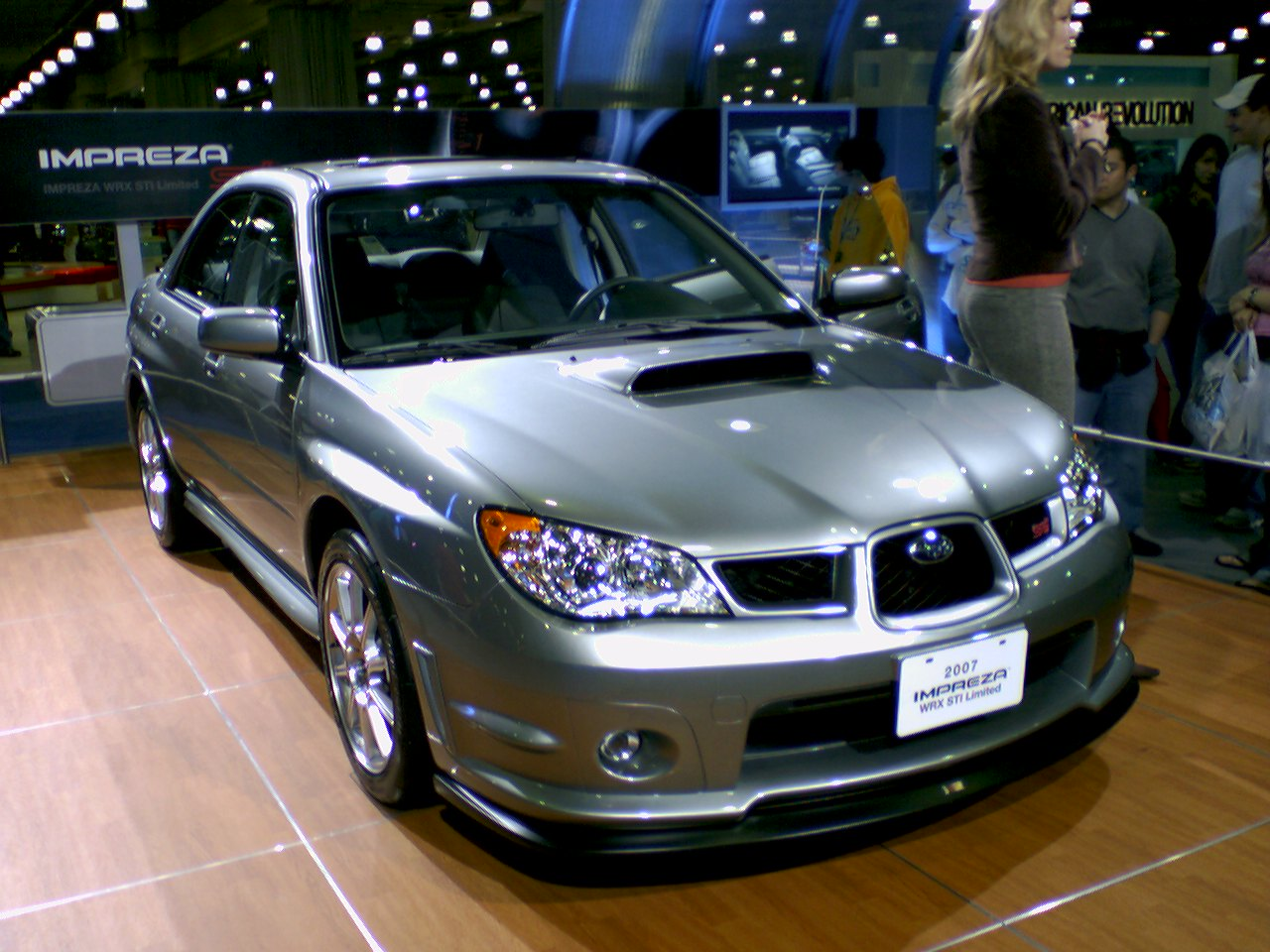
Subaru Impreza WRX del 2007

- Subaru Baja
- Subaru B9 Tribeca
- Subaru Forester
- Subaru XV
- Subaru Impreza
- Subaru Impreza WRX
- Subaru Impreza WRX STI
- Subaru LegacySubaru Liberty
- Subaru Outback
- Subaru Pleo
- Subaru R1
- Subaru R2
- Subaru Sambar
- Subaru Stella

## Models antics
- Subaru 360
- Subaru FF-1 Star
- Subaru FF-1 G
- Subaru 1400 DL/GL
- Subaru 1600 Leone
- Subaru Subaru GL 1800
- Subaru Alcyone (també anomenat Subaru XT, Subaru XT6 i Subaru Vortex)
- Subaru Alcyone SVX (també anomenat Subaru SVX)
- Subaru BRAT (també anomenat Subaru Brumby)
- Subaru Justy
- Subaru Leone
- Subaru GL Subaru DL Subaru Loyale
- Subaru Rex
- Subaru Traviq
- Subaru Vivio